# Наїб Букеле
Наїб Армандо Букеле Ортес (ісп. Nayib Armando Bukele Ortez, нар. 24 липня 1981, Сан-Сальвадор, Сальвадор) — сальвадорський політик і державний діяч, бізнесмен, президент Сальвадору з 1 червня 2019 року. Здобув перемогу 3 лютого 2019 року на президентських виборах. 2012 року обраний мером муніципалітету Нуево-Кускатлан. 2015 року став мером Сан-Сальвадора. В обох кампаніях був обраний від Фронту національного звільнення ім. Фарабундо Марті, від якого відколовся, створивши нову популістську партію «Нові ідеї».

## Біографія
Наїб Букела народився 24 липня 1981 року у Сан-Сальвадорі. Мати — Ольга Марина Ортес, батько — Армандо Букеле Каттан був бізнесменом, імамом палестинського походження і впливовою фігурою в політичному житті Сальвадора. З дитинства мав великий хист до підприємництва. У 18 років він уже керував компанією. Навчався у центральноамериканському університеті імені Хосе Симеона Каньяса на юридичному відділенні, проте вирішив призупинити свою вищу освіту, щоб присвятити себе сімейному бізнесу. Є власником компанії Yamaha Motors El Salvador, яка продає товари Yamaha у країні. Є директором і президентом компанії Obermet S.A. DE C.V.

## Політика
11 березня 2012 року Наїб Букела був обраний мером муніципалітету Нуево-Кускатлан департаменту Ла-Лібертад від коаліції Фронту національного звільнення імені Фарабундо Марті (FMLN), випередивши кандидата від Націоналістичного республіканського альянсу (ARENA).
На муніципальних виборах 2015 року здобув перемогу на виборах мера столиці країни Сан-Сальвадора, представляючи коаліцію FMLN і PSP, випередивши кандидата від Націоналістичного республіканського альянсу, який контролював місто попередні 6 років.
Проте, 10 жовтня 2017 року Наїб Букела був виключений з партії, після звинувачення етичним судом партії в стимулюванні внутрішнього роз'єднання і за наклепницькі заяви, спрямовані проти партії.

### Президентська кампанія
Після виключення з FMLN його наміри щодо участі у президентських виборах 2019 року схилилися до участі як незалежний кандидат, який відкидає політичну систему країни. Він заснував рух Нові ідеї з метою трансформувати його в політичну партію, від якої він міг би балотуватися на виборах.
Після заяви про участь у президентській кампанії він зазнав тиску як з боку лівої FMLN, так і з боку правого Націоналістичного республіканського альянсу. Обидві основні партії країни блокували всі його спроби заснувати власну партію або висунутися від будь-якої іншої партії. Врешті-решт він, повівши з собою частину активу FMLN, приєднався до недавньої союзниці останньої — правоцентристської партії Широкий альянс за національну єдність (GANA). Деякі розглядали це неоднозначне рішення Букела як зрада його прогресивних ідеалів. Його передвиборча кампанія стверджувала, що приєднання до існуючої партії було єдиним варіантом що залишився для проведення президентської кампанії.
4 лютого 2024 року, Президент Сальвадору Наїб Букеле оголосив себе переможцем на виборах, в ході яких він отримав 85 % схвальних голосів за свою кандидатуру та 58 з 60 депутатів Законодавчої асамблеї. За повідомленням видання MercoPress, це сталося до оприлюднення справжніх результатів. 42-річний політик став першим президентом, який балотувався на переобрання з моменту закінчення громадянської війни в 1992 році.

### Президент
У червні 2021 року Сальвадор став першою країною світу, де було легалізовано біткойни, як платіжний засіб. Це була ініціатива президента Наїба Букеле, який виступав за легалізацію біткойнів для спрощення грошових переказів з-за кордону.